# Chorenta biramiguelus
Chorenta biramiguelus är en skalbaggsart som först beskrevs av Santos-silva 2004.  Chorenta biramiguelus ingår i släktet Chorenta och familjen långhorningar. Inga underarter finns listade i Catalogue of Life.